# Green Party of England and Wales
Die Green Party of England and Wales (GPEW, walisisch: Plaid Werdd Cymru a Lloegr) ist die größte Grüne Partei im Vereinigten Königreich. Die Wales Green Party ist die einzige regionale Partei mit einem halb autonomen Status innerhalb der Green Party of England and Wales. Die London Green Party ist die regionale Partei der Green Party of England and Wales, die im Großraum London tätig ist. Schottland und Nordirland haben eigene eigenständige grüne Parteien, die Scottish Green Party und die Green Party in Northern Ireland.
Bei der Unterhauswahl am 6. Mai 2010 konnte die Partei erstmals einen Sitz im House of Commons gewinnen. Im südenglischen Wahlkreis Brighton Pavilion war Caroline Lucas erfolgreich. Auch bei den folgenden Unterhauswahlen 2015, 2017 und 2019 war Lucas wieder in ihrem Wahlkreis erfolgreich. Es blieb aber wieder nur bei diesem einzigen Sitz. Die Partei wird wie andere kleinere Parteien stark durch das geltende Mehrheitswahlrecht benachteiligt. Darüber hinaus verfügt die GPEW über Sitze in der London Assembly und in vielen Lokalräten. Sie ist Teil der Europäischen Grünen Partei. Im Europäischen Parlament waren sie bis zum EU-Austritt des Vereinigten Königreichs mit 7 Abgeordneten vertreten, die der Die Grünen/Europäische Freie Allianz-Fraktion (G/EFA) angehörten.

## Geschichte

### 1973–1975: PEOPLE
Ein Artikel des Experten Paul R. Ehrlich, der sich mit der Überbevölkerung befasste und
im Playboy veröffentlicht wurde, inspirierten Tony Whittacker, einen ehemaligen Aktivisten der Conservative Party aus Coventry, dazu, zusammen mit seiner Frau Lesley und anderen den 'Club of Thirteen' zusammenzurufen. Obwohl die meisten Mitglieder dieser Gruppe dem Bestreben, eine politische Partei zu gründen, eher skeptisch gegenüberstanden, wurde dadurch 1973 in Coventry eine Grüne Partei ins Leben gerufen, die den Namen People erhielt. Gleichzeitig erscheint die erste Ausgabe des Manifesto for a Sustainable Society (dt.: Manifest für eine nachhaltige Gesellschaft), das die politische Richtlinien für die Partei enthielt und vom Blueprint for Survival (dt.: Plan zum Überleben), das in der Zeitschrift The Ecologist erschienen war, inspiriert worden war (dt. Überlebensbewegung) der neu gegründeten Partei an.
Der Parteifunktionär Derek Wall meint, die diese neue politische Bewegung sich anfänglich auf das Thema „Überleben“ konzentrierte, die die „öde Evolution“ der aufkommenden Umweltpartei in den siebziger Jahren des zwanzigsten Jahrhunderts formte. Darüber hinaus würden die Auswirkungen der „Werterevolution“ der sechziger Jahre sich erst später niederschlagen. In seinen Augen litt die Partei darunter, dass die kaum mediale Aufmerksamkeit erhielt und dass es eine „Opposition mehrerer Umweltschützer“ gegeben habe, die die Erfahrung mit anderen aufkommenden grünen Parteien wie beispielsweise Bündnis 90/Die Grünen in Deutschland mit sich gebracht habe. Bei den Britischen Unterhauswahlen im Februar 1974 erhielt die Partei 4.576 Stimmen; Mandate im Unterhaus konnten hierbei allerdings nicht erzielt werden. Bei den Neuwahlen im Oktober selben Jahres wiederholte sich dieses Szenario.

### 1975–1985: Ecology Party
1975 benannte sich die Partei in Ecology Party (dt.: Ökologische Partei) um. Allerdings war ihr Fortbestehen zunächst sehr fraglich, denn auch die Lokalwahlergebnisse der Partei verbesserten sich nur langsam. Zwar waren bereits 1976 und 1977 insgesamt drei grüne Lokalräte gewählt worden, aber das auch bei Lokalwahlen angewendete relative Mehrheitswahlrecht führte dazu, dass selbst trotz durchschnittlicher Wahlergebnisse zwischen fünf und acht Prozent kaum grüne Kandidaten erfolgreich waren.
Auf dem Parteitag von 1977 wurde die erste Parteisatzung verabschiedet; Jonathon Porritt wurde in das National Executive Committee (NEC) der Partei gewählt. In der Folgezeit avancierte Porritt immer mehr zum Aushängeschild der Partei und arbeitete zusammen mit David Fleming daran, „der Partei ein attraktives Erscheinungsbild sowie eine funktionierende Struktur zu geben.“
Porritts Bekanntheitsgrad stieg weiterhin. Bei den Unterhauswahlen 1979, bei denen die Partei mit dem Wahlprogramm The Real Alternative (dt. „Die wahre Alternative“) antrat, stellte sie insgesamt 53 Kandidaten auf, wodurch sie erstmals Anrecht auf einen Wahlwerbespot im Fernsehen hatte. Zwar war der Wahlerfolg bescheiden (39.918 Stimmen, 0,1 %), die erhöhte Aufmerksamkeit führte aber zu einem starken Anstieg der Mitgliederzahl (1977 circa 400 Mitglieder, 1979 circa 5000 Mitglieder).
Als Reaktion auf diesen Achtungserfolg führte die Partei die sog. Annual Spring Conferences (dt. „Jährliche Frühlingskonferenzen“) ein, die die Autumn Conferences (dt. „Herbstkonferenzen“) ergänzen sollten. Bald darauf trat die sog. Post-68er-Generation der Partei bei; auch feministische Positionen gewannen parteiintern an Einfluss. Im Mai 1983 wurde in Belfast die Northern Ireland Ecology Party gegründet. Bei der darauffolgenden Unterhauswahl von 1983 stieg zwar die Anzahl der Kandidaten (105) und Stimmen (52.507 / 0,2 %) leicht, ein Durchbruch war aber nicht abzusehen.

### 1985–1990: Green Party (UK)
Auf dem Parteitag in Dover von 1985 benannte sich die Partei in Green Party (dt.: Grüne Partei) um. Dies war auf Vorschlag von John Abineri, einem früheren Schauspieler, der unter anderem in der BBC-Serie Survivors mitgespielt hatte, sowie Chris Rose geschehen. Beide hatten dafür plädiert, den Parteinamen an den der europäischen Schwesterparteien anzupassen. Auch die Northern Ireland Ecology Party wurde in Green Party in Northern Ireland umbenannt.
1986 brach erneut ein parteiinterner Streit aus. Während ein Flügel, der sich selbst als Party Organisation Working Group (POWG) bezeichnete, erreichen wollte, dass die Parteistrukturen gestrafft werden, lehnten dies andere Mitglieder dagegen ab. Im Zuge dieses innerparteilichen Konflikts verließen Paul Ekins und Jonathon Tyler, zwei prominente Mitglieder des POWG, die Partei in der Folgezeit.
Bei der darauffolgenden Unterhauswahl von 1987 stieg zwar die Anzahl der Kandidaten (133) und Stimmen (89.812 / 0,3 %) leicht, ein Durchbruch war aber nicht abzusehen. In den beiden darauffolgenden Jahren stieg die Mitgliederanzahl allerdings; auch die mediale Aufmerksamkeit erhöhte sich.
Ein erster großr Erfolg gelang den Grünen bei der Europawahl 1989. Die Partei gewann mehr als 2 Millionen Stimmen (über 15 %), mehr als jede andere grüne Partei Europas. Wegen des damals auch bei Europawahlen geltenden Mehrheitswahlrechts gelang es der Partei allerdings nicht, auch nur ein einziges Mandat zu gewinnen.
Politiker der etablierten Parteien waren von diesem Erfolg alarmiert und nahmen einige der grünen Positionen in ihr Wahlprogramm auf. Gleichzeitig schaffte es die Partei nicht mit der gestiegenen Aufmerksamkeit umzugehen bzw. die zahlreichen Neumitglieder (1990 bis zu 20.000) langfristig zu binden.

### Seit 1990: Green Party of England and Wales

Altes Logo der Partei

Vertretung der GPEW in England durch Abgeordnete auf lokaler und regionaler Ebene im Mai 2014:

Auch durch nun stark auflebende Flügelkämpfe sank die Attraktivität der Partei bereits 1990–1991 wieder stark. So trennten sich im Jahre 1990 die schottische Grünen (Scottish Green Party) und die nordirische Grünen (Green Party in Northern Ireland) gütlich vom verbleibenden englisch-walisischen Teil. Auch die walisischen Grünen wurden eine autonome regionale Partei (Wales Green Party), blieben aber innerhalb der heutigen „Green Party of England and Wales“.
Bei den Unterhauswahlen 1992 gewannen die Grünen zwar im Vergleich mit den letzten Wahlen wieder leicht dazu (bei nun 253 Kandidaten wurden 171.927 Stimmen / 0,5 %) erreicht, dies war aber sehr viel weniger als nach dem guten Ergebnis der Europawahlen 1989 erhofft war.
Dieses unerwartet schlechte Ergebnis stürzte die Partei in eine schwere Krise, Mitgliederzahlen sackten auf weniger als 3500 im Jahre 1995 und in nationalen Medien wurden die Grünen praktisch überhaupt nicht mehr wahrgenommen.
Des Weiteren führte die Wahlniederlage auch über Jahren zu finanziellen Problemen, da bei Unterhauswahlen alle Parteien pro Kandidat eine Kaution ('deposit') von £500 zu hinterlegen haben, die nur bei einem Stimmenanteil (des Kandidaten) von 5 % oder mehr erstattet wird. 'Praktisch handelt es sich hierbei um eine Steuer auf unabhängige Kandidaten und kleine Parteien.'
Bei Lokalwahlen hingegen ging der leichte Aufwärtstrend weiter, 1995 gab es bereits über 20 grüne Lokalräte.
Bei den Unterhauswahlen 1997 traten die Grünen aus finanziellen Gründen nur noch mit 94 Kandidaten an. Zwar fiel die Gesamtstimmenzahl auf 64.452 (0,2 %), dafür gelang es erstmals ein 'deposit' zu halten (d. h. in einem Wahlkreis über 5 % zu erreichen).
Bei den Lokalwahlen im Mai 1999 gelang es erstmals die Wahl grüner Vertreter in Londoner Bezirksversammlungen. Bei den gleichzeitig stattfindenden Wahlen zum schottischen Parlament gelang der schottischen Schwesterpartei der Durchbruch. Und nur einem Monat später gelang es der GPEW bei den (nun im Verhältniswahlrecht abgehaltenen) Europawahlen mit Caroline Lucas in Südost-England und Jean Lambert in London zwei Sitze im Europaparlament zu gewinnen.
Wahlergebnisse seit 2000:
- 2000 gelang der Einzug in die Londoner Stadtversammlung. Dort waren die Grünen mit 2 (von 25) Abgeordneten vertreten (Darren Johnson und Jenny Jones), seit 2021 mit 3 Abgeordneten (Siân Berry, Caroline Russell, Zack Polanski).
- 2001 erhielten bei den Unterhauswahlen 145 grüne Kandidaten 166.477 Stimmen, wobei 10 'deposits' gehalten werden konnten.
- 2004 gelang bei den Europawahlen trotz Reduzierung der britischen Sitze die Wiederwahl von Caroline Lucas und Jean Lambert.
- 2005 wurden bei den Unterhauswahlen über eine Viertel Million Stimmen gewonnen – das bisher beste Ergebnis bei einer Unterhauswahl. Im Wahlkreis Brighton-Pavilion erreichte Keith Taylor mit 22 % der Stimmen den bis dato höchsten Stimmanteil bei Wahlen für einen Grünen Kandidaten (gegenüber 9,3 % im Jahr 2001).
- 2006 wurden weitere 20 Lokalratsmandate gewonnen. Danach hatte die Partei 91 Lokalräte. Hochburgen waren Brighton, Oxford, Lancaster und Norwich. Die Grünen waren an den Lokalregierungen von Leeds (zusammen mit Conservative Party und Liberal Democrats), Lancaster (zusammen mit Liberal Democrats und Labour Party), Morpeth (in einer All-Parteien-Verwaltung) und Kirklees (mit Liberal Democrats) beteiligt.
- Bei der Unterhauswahl 2010 wurde Caroline Lucas im Wahlkreis Brighton Pavilion mit einem Stimmenanteil von 31,3 % zum ersten grünen Mitglied des britischen Parlaments gewählt.
- Bei der Unterhauswahl 2015 wurde Caroline Lucas im Wahlkreis Brighton Pavilion wiedergewählt, diesmal mit einem Stimmenanteil von 41,8 %, vor der zweitplatzierten Labour-Kandidatin Purna Sen, die 27,3 % erreichte.[5] Die Grünen Parteien in Großbritannien bekamen insgesamt 3,8 % der Stimmen.[6]
- Mit 52,3 % der Stimmen bei den Unterhauswahlen 2017 sowie 57,2 % 2019 wurde Caroline Lucas jeweils wiedergewählt.

- Im House of Lords (Oberhaus) waren die Grünen erstmals durch Lord Beaumont of Whitley vertreten.

- Für die Unterhauswahl 2024 gab die GPEW das Ziel aus, mindestens vier Unterhaussitze zu gewinnen. Die vier Wahlkreise, die hierfür anvisiert wurden, waren Brighton Pavilion, North Herefordshire, Bristol Central und Waveney Valley. Außerdem stellte die Partei in jedem Wahlkreis von England und Wales Kandidaten auf.[7] Die Partei konnte alle vier Wahlkreise gewinnen.

## Politik
Philosophie und Politik sind im Manifesto for a Sustainable Society (Programm für eine nachhaltige Gesellschaft) festgelegt.
Die Partei wurde gegründet, um – wie die Gründer es sahen – Umweltbedrohungen zu bekämpfen. Bis heute stellt das das Hauptaugenmerk der Partei dar. Sie unterstützt das Kyoto-Protokoll, sieht darin aber nicht mehr als einen ersten Schritt. Sie befürwortet ausdrücklich das sogenannte Contraction and convergence (etwa: „Verminderung und Angleichung“) als Methode, die Kohlendioxid-Emission zu reduzieren. Innerhalb Großbritanniens unterstützt sie den Handel mit
Emissionsrechten. Ein Teil dieser Rechte soll pro Kopf verteilt werden, der Rest würde an Firmen und Organisationen verkauft. Die Quoten sollen von Jahr zu Jahr sinken.
Die Grünen sind als Verfechter der Bürgerrechte und -Freiheiten bekannt und weisen eine Einschränkung derer, z. B. durch die Einführung von Personalausweisen oder die Einschränkung der bürgerlichen Freiheiten im Zuge der Anti-Terror-Gesetzgebung von Tony Blairs Labour Party, zurück.
Die Grünen lehnten den Irak-Krieg aus Prinzip ab, nicht nur (wie die Liberal Democrats), weil es keine zweite UN-Resolution gab.
Den Euro lehnen die Grünen (aufgrund der wirtschaftlichen und politischen Besonderheiten Großbritanniens) ebenso wie die vorgeschlagene EU-Verfassung ab. Im Zuge des EU-Mitgliedschaftsreferendum im Vereinigten Königreich 2016 setzten sich die Grünen jedoch ausdrücklich für den Verbleib des Vereinigten Königreichs in der EU ein. Bei der Unterhauswahl 2017 sprachen sich die Grünen für ein zweites Referendum aus.
Ähnlich wie andere grüne Parteien tritt auch die Green Party of England and Wales für einen schnellen Ausstieg aus der Kohleverstromung und der Kernenergie ein. Weitere Forderungen sind die Abschaffung der Studiengebühren, die Legalisierung von Cannabis und eine offenere Migrations- und Flüchtlingspolitik.

## Organisation
| Jahr | Mitglieder |
| ---- | ---------- |
| 2002 | 5.900      |
| 2003 | 5.300      |
| 2004 | 6.300      |
| 2005 | 7.100      |
| 2006 | 7.000      |
| 2007 | 7.400      |
| 2008 | 7.500      |
| 2009 | 9.600      |
| 2010 | 12.800     |
| 2011 | 12.800     |
| 2012 | 12.600     |
| 2013 | 13.800     |
| 2014 | 31.800     |
| 2015 | 61.000     |
| 2016 | 45.643     |
| 2018 | 39.350     |
| 2019 | 50.000     |
| 2021 | 53.000     |
| 2022 | 53.126     |
| 2024 | 59.000     |
| 2025 | 60.000     |

Die Grünen haben sich aus ideologischen Gründen bewusst gegen eine/n Vorsitzende/n als solches entschlossen. Stattdessen gibt es zwei Parteisprecher (Principal Speakers), jeweils einen Mann und eine Frau. Dies sind zurzeit Carla Denyer und der ehemalige stellvertretende Parteivorsitzende, Adrian Ramsay.
Die Partei hat zwei Leitungsorgane – das Green Party Executive (GPEx) und den Green Party Regional Council (GPRC). Das GPEx ist für die tägliche Verwaltung der Parteigeschäfte zuständig, einschließlich Finanzen und Personalangelegenheiten.
- 'Chair' (Vorsitzender)
- 'Policy Co-ordinator' (Programmkoordinator)
- 'Campaigns Co-ordinator' (Kampagnenkoordinator)
- 'Elections Co-ordinator' (Wahlkoordinator)
- 'External Communications Co-ordinator' (Pressesprecher)
- 'Lokal Party Support Co-ordinator' (Basisarbeit)
- 'Management Co-ordinator' (Geschäftsführer)
- 'International Co-ordinator' (internationale Angelegenheiten)
- 'Publications Co-ordinator' (Öffentlichkeitsarbeit)
- 'Finance Co-ordinator' (Finanzkoordinator)

Dazu kommen als stimmlose Mitglieder die beiden Parteisprecher. Um von der britischen Wahlkommission als Partei offiziell anerkannt zu werden, wird gegenüber der Kommission der 'Chair' als Parteivorsitzender ('Party Leader') bezeichnet – obwohl es solch eine Position mit entsprechenden Befugnissen und Kompetenzen in der Satzung ausdrücklich nicht gibt.
Der GPRC ist zwischen den Parteitagen das wichtigste Gremium für politische Richtungsentscheidungen, für die übergeordnete Strategie sowie als oberstes Disziplinarorgan der Partei.

### Mitgliedergruppen
Der Green Party sind mehrere Mitgliedergruppen angeschlossen.
Die Jugendorganisation der Partei, die Young Greens of England and Wales, hat sich seit etwa 2002 eigenständig entwickelt. Sie steht allen Parteimitgliedern bis zum Alter von 30 Jahren oder mit Voll- oder Teilzeitausbildung offen – ohne untere Altersgrenze. Die Young Greens haben eine eigene Satzung, ein nationales Komitee, eigene Kampagnen und Versammlungen und sind inzwischen eine aktive Kraft bei Parteitagen und Wahlkämpfen. Es existieren zahlreiche Gruppen an Universitäten, Colleges und anderen Bildungseinrichtungen im Vereinigten Königreich. Viele Gemeinderäte der Partei sind Mitglieder der Young Greens – ebenso wie einzelne Mitglieder von GPEx und anderen Parteigremien.

#### Anerkannte Gruppen
- Association of Green Councillors
- Greens for Animal Protection
- Greens of Colour
- Green Party Disability Group
- Feminist Greens
- Jewish Greens
- Green Left
- LGBTIQA+ Greens
- Green Seniors
- Green Party Trade Union Group
- Green Party Women
- Young Greens

## Wahlergebnisse

### 1973–1975: PEOPLE
| Jahr      | Wahl                       | Stimmenanteil | Sitze |
| --------- | -------------------------- | ------------- | ----- |
| Feb. 1974 | Unterhauswahl Februar 1974 | 0,0 %         | 0/635 |
| Okt. 1974 | Unterhauswahl Oktober 1974 | 0,0 %         | 0/635 |

### 1975–1985: Ecology Party
| Jahr | Wahl                                 | Stimmenanteil | Sitze |
| ---- | ------------------------------------ | ------------- | ----- |
| 1979 | Unterhauswahl 1979                   | 0,1 %         | 0/635 |
| 1979 | Europawahl 1979                      | 0,1 %         | 0/81  |
| 1982 | Wahl zur Nordirland-Versammlung 1982 | 0,1 %         | 0/78  |
| 1983 | Unterhauswahl 1983                   | 0,2 %         | 0/650 |
| 1984 | Europawahl 1984                      | 0,5 %         | 0/81  |

### 1985–1990: Green Party (UK)
| Jahr | Wahl               | Stimmenanteil | Sitze |
| ---- | ------------------ | ------------- | ----- |
| 1987 | Unterhauswahl 1987 | 0,3 %         | 0/650 |
| 1989 | Europawahl 1989    | 14,5 %        | 0/81  |

### Seit 1990: Green Party of England and Wales
Prozentergebnisse und Gesamtsitze beziehen sich auf England und Wales. Unterhauswahl erfolgten durchgehend nach Mehrheitswahlrecht, Wahlen zur Nationalversammlung für Wales nach einem Mixed-Member Proportionalsystem und ab 1999 auch Wahlen zum Europaparlament nach Verhältniswahlrecht.
| Jahr | Wahl                                        | Stimmenanteil | Sitze |
| ---- | ------------------------------------------- | ------------- | ----- |
| 1992 | Unterhauswahl 1992                          | 0,5 %         | 0/562 |
| 1994 | Europawahl 1994                             | 3,0 %         | 0/76  |
| 1997 | Unterhauswahl 1997                          | 0,2 %         | 0/569 |
| 1999 | Wahl zur Nationalversammlung für Wales 1999 | 2,5 %         | 0/60  |
| 1999 | Europawahl 1999                             | 6,3 %         | 2/76  |
| 2000 | Wahl zur London-Versammlung 2000            | 11,1 %        | 3/25  |
| 2001 | Unterhauswahl 2001                          | 0,6 %         | 0/569 |
| 2003 | Wahl zur Nationalversammlung für Wales 2003 | 3,5 %         | 0/60  |
| 2004 | Wahl zur London-Versammlung 2004            | 8,6 %         | 2/25  |
| 2004 | Europawahl 2004                             | 6,3 %         | 2/68  |
| 2005 | Unterhauswahl 2005                          | 1,0 %         | 0/569 |
| 2007 | Wahl zur Nationalversammlung für Wales 2007 | 3,5 %         | 0/60  |
| 2008 | Wahl zur London-Versammlung 2008            | 8,4 %         | 2/25  |
| 2009 | Europawahl 2009                             | 8,1 %         | 2/63  |
| 2010 | Unterhauswahl 2010                          | 0,9 %         | 1/573 |
| 2011 | Wahl zur Nationalversammlung für Wales 2011 | 3,4 %         | 0/60  |
| 2012 | Wahl zur London-Versammlung 2012            | 8,5 %         | 2/25  |
| 2014 | Europawahl 2014                             | 6,9 %         | 3/64  |
| 2015 | Unterhauswahl 2015                          | 3,6 %         | 1/573 |
| 2016 | Wahl zur London-Versammlung 2016            | 8,0 %         | 2/25  |
| 2016 | Wahl zur Nationalversammlung für Wales 2016 | 3,0 %         | 0/60  |
| 2017 | Unterhauswahl 2017                          | 1,6 %         | 1/573 |
| 2019 | Europawahl 2019                             | 12,5 %        | 7/64  |
| 2019 | Unterhauswahl 2019                          | 2,7 %         | 1/573 |
| 2021 | Parlamentswahl in Wales 2021                | 4,4 %         | 0/60  |
| 2021 | Wahl zur London-Versammlung 2021            | 11,8 %        | 3/25  |
| 2024 | Wahl zur London-Versammlung 2024            | 11,6 %        | 3/25  |
| 2024 | Unterhauswahl 2024                          | 6,4 %         | 4/575 |